# With U
With U är en låt framförd av Janet Jackson, inspelad till hennes nionde studioalbum 20 Y.O. (2006). Den skrevs av Johntá Austin, Jackson, hennes dåvarande fästman Jermaine Dupri, Manuel Seal Jr., James Harris III, Terry Lewis och producerades av de sistnämnda fem. "With U" är en R&B-ballad som rör sig inom ramarna för quiet storm med ett långsamt groove. Virgin Records gav ut låten som den tredje och sista musiksingeln från albumet den 19 december 2006.
"With U" beskrevs som en uppföljare till Jacksons tidigare musiksingel "Let's Wait Awhile" (1986) i vilket ett fingerat par bestämmer sig för att skjuta upp sitt första samlag. "With U" tar vid efter samlaget och beskriver ett "förvirrat" känslomässigt tillstånd. Låten mottog positiv kritik från de flesta musikjournalister. Efter utgivningen nådde "With U" plats 65 på amerikanska R&B-singellistan Hot R&B/Hip-Hop Songs. Försäljningen hämmades av att Jackson var svartlistad till följd av Nipplegate två år tidigare vilket gjorde att låten inte fick spelas på amerikansk radio.

## Bakgrund och utgivning
Efter utgivningen av Damita Jo, Jacksons åttonde studioalbum, påbörjade hon nästan direkt arbetet på en uppföljare. Det nya albumet fick titeln 20 Y.O. (20 years old) och hyllade hennes tjugo år i musikbranschen sedan genombrottsalbumet Control som gavs ut 1986. Innehållsmässigt var det nya albumet menat att associeras med musikstilen på Control, med tonvikten på "dansgolvsmaterial". Utöver Control-producenterna och Jacksons frekventa samarbetspartners Jimmy Jam & Terry Lewis, skapade hennes dåvarande fästman Jermaine Dupri sju spår. 20 Y.O. gick efter utgivningen in på andra- respektive förstaplatsen på de amerikanska albumlistorna Billboard 200 och Top R&B/Hip-Hop Albums. Albumutgivningen föregicks av huvudsingeln "Call On Me", en ballad i medelsnabbt tempo som gästades av Nelly. Låten blev Jacksons sextonde listetta på R&B-listan Hot R&B/Hip-Hop Songs och nådde plats 25 på Billboard Hot 100. Låtens musikvideo regisserades av Hype Williams och blev ökänd som en av de dyraste musikvideoinspelningarna någonsin med en produktionsbudget på över 1 miljon dollar. Likt musiksinglarna från Damita Jo förbjöds "Call On Me" att spelas på amerikansk radio eller videon att visas på MTV, ett resultat av svartlistningen av Jackson sedan Nipplegate-incidenten år 2004.
Hits Daily Double jämförde Jacksons försök att få exponering för albumet och dess singlar som att "slåss med en arm bakbunden". Popmatters noterade hur albumet gick mestadels obemärkt förbi utan stöd från vare sig radio eller TV, där Jackson varit en framträdande profil sedan karriärstarten. I andra försäljningsveckan av 20 Y.O. sjönk försäljningen med 74% medan singeluppföljaren "So Excited" stannade på plats 90 på Billboard Hot 100. Virgin Records gav ut "With U" som den tredje och sista singeln från albumet den 19 december 2006. Den erbjöds kommersiell som digital nedladdning, på CD samt på 12"-vinylskiva. Albumism noterade hur Virgin gav låten en småskalig utgivning, vilken också markerade slutet på Jacksons och skivbolagets 13-åriga partnerskap.

## Inspelning och komposition
"With U" skrevs av Johntá Austin, Manuel Seal Jr., Jackson, Dupri, Jam och Lewis. Den producerades av Jackson, Dupri, Seal Jr., Jam och Lewis. Jam kommenterade i en intervju att under skapandet av 20 Y.O. och "With U" blev Jackson mera självsäker i sitt arbete som låtskrivare, och stod för majoriteten av albumets texter. Jam kommenterade: "Vi är tillsammans allihopa igen och skapar ihop, vilket jag verkligen gillar. Det finns något med att sitta tillsammans i grupp och gå in på djupet i diskussioner. Man lämnar inte [inspelningsstudion] tills man har en färdig text, vilket är roligt." Jackson kommenterade samarbetet med Dupri, Lewis och Terry:

"Det var verkligen ett samarbete, och det var det som gjorde det så trevligt. Jermaine kom in i studion och pratade om låtar som Jimmy och Terry hade gjort på någons album. Sedan började Jimmy spela låten och Jermaine sade: 'Vet ni vad? Vi borde göra något liknande i form av basgång'. Han förstod dem, han förstod mig och vice versa."

"With U" är en R&B-låt med quiet storm-antydningar. Den har ett medelsnabbt tempo och pågår i fem minuter och tre sekunder (5:03). Jackson tillämpar ett sångframförande som beskrevs som "mjukt och flämtande" över ett långsamt groove. Den beskrevs av Jackson själv som en uppföljare till hennes "Let's Wait Awhile" (1986) i vilken ett fingerat par bestämmer sig för att skjuta upp sitt första samlag. "With U" tar vid efter att paret haft sex, under ett tillfälle i vilken paret befinner sig i ett "förvirrat" känslomässigt tillstånd. Jackson sjunger: "'Cause when I'm in those arms of yours, I'm so gone/ The things I like, can't tell me it's not right/ When I'm with you, I lose myself".

## Mottagande
"With U" mottog mestadels positiv eller blandad kritik från musikjournalister. Andy Kellman från Allmusic ansåg att den var en av höjdpunkterna på 20 Y.O.. Jon Pareles från The New York Times beskrev den som en "yppig, harmonifylld ballad" medan Don Biaocchi från Blogcritics beskrev den som en "nedtonad ballad som för tankarna till den bortglömda idyllen 'Come Back to Me' från 1990 men med ett modernt sound som hade gjort Mariah avundsjuk på." Johnny Loftus från Metro Times ansåg att "With U" lät som en "Mariah Carey-cover av en gammal Michael Jackson-klassiker."
Chuck Arnold från People Magazine gillade också låten, vilken han beskrev som en "mjuk och fyllig ballad som spelar som en uppföljare till Controls 'Let's Wait Awhile'." Spence D. från IGN kommenterade att låten fortsatte i det "konstiga spåret där Janets röst låter precis som Michael i verserna men sedan övergår till att låta betydligt mera feminin i refrängen." Glenn Gamboa, en skribent för Newsday uttryckte gillande och beskrev den som en "trevlig quiet storm-ballad". Tvärtom skrev Angus Batey från Yahoo! Music att Jackson lät "oroväckande" lik sitt äldre syskon. Peter Piatkowski från Popmatters kommenterade: "[...] singeln 'With U' innehåller visserligen ett bra sångframförande av Jackson men det stjälps av en slätstruken och urvattnad urban/pop-komposition som är helt annonym." Anton Marshall från News24 var kritisk mot 20 Y.O. överlag men berömde "With U" som han ansåg innehöll den "klassiska Jackson stilen och charmen".
"With U" var den enda musiksingeln från 20 Y.O. att inte gå in på Billboard Hot 100. Den gick in på plats 74 på amerikanska R&B-listan Hot R&B/Hip-Hop Songs. Den nådde som högst plats 65.

## Liveframträdanden
Jackson framförde inte "With U" live förens år 2024 när den inkluderades på låtlistan till hennes konsertturné Together Again World Tour. Den var sista låten efter "I Get Lonely" (1997) under konsertens andra akt.

## Format och låtlistor
Enligt Discogs finns det 26 utgivningar av "With U". Nedan listas ett urval som ej är identiska.
| 1. | "With U" (Radio Edit)    | 3:47 |
| 2. | "With U" (Album Version) | 5:03 |
| 3. | "With U" (Instrumental)  | 5:02 |

| 1. | "With U" (Album Version) | 5:03 |
| 2. | "With U" (Instrumental)  | 5:02 |
| 3. | "With U" (Radio Edit)    | 3:47 |
| 4. | "With U" (A Capella)     | 5:03 |

## Topplistor

### Veckolistor
| Lista (2006)                          | Topplacering |
| ------------------------------------- | ------------ |
| USA Hot R&B/Hip-Hop Songs (Billboard) | 65           |

## Utgivningshistorik
| Land | Datum            | Utgåva                  | Format              | Skivbolag | Ref.   |
| ---- | ---------------- | ----------------------- | ------------------- | --------- | ------ |
| USA  | 19 december 2006 | Radio Edit Instrumental | Digital nedladdning | Virgin    | [ 22 ] |
| USA  | 27 januari 2007  | Alla versioner          | 12" vinyl           | Virgin    | [ 23 ] |